# Kniksprietvlokreeftjes
De Bathyporeiidae of kniksprietvlokreeftjes zijn een familie uit de suborde Senticaudata van de orde vlokreeften (Amphipoda). Deze familie werd door Cedric d'Udekem d'Acoz in 2005 gereviseerd.

## Kenmerken
Tot de Bathyporeiidae behoren mariene, zijdelings afgeplatte vlokreeftjes. Ze hebben een kop die niet vergroeid is met het eerste segment van het pereon en ze bezitten welgevormde niervormige ogen en typisch geknikte eerste antennes.
De gnathopoden zijn subchelaat en niet seksueel dimorf. Het telson is diep gespleten.

## Ecologie
De Bathyporeiidae is een familie die voorkomt in zee in het noordelijk deel van de Atlantische Oceaan, de Middellandse zee en de Zwarte Zee.
Het zijn benthische soorten die actief door de oppervlaktelaag van het sediment graven op zoek naar voedsel. Het tweede paar gnathopoden, de eerste twee paar pereopoden en het eerste en tweede paar uropoden worden gebruikt om te graven. Hierbij worden de zandkorrels vastgegrepen, doorgegeven en met de uropoden achteraan weggewerkt. Ze eten meestal los detritus dat ze zeven uit de slib-water interface of dat ze vergaren met de maxillipeden nadat het met de gnathopoden werd gegrepen.
Kniksprietvlokreeftjes zijn kortlevend. Ze zijn binnen 6 maanden geslachtsrijp en produceren 6 tot 15 eieren per broedsel, afhankelijk van de soort. Reproductie is continu en de embryo's en mancalarven ontwikkelen zich in een marsupium, terwijl de volgende set van eieren al in de ovaria klaar staat.

## Soorten

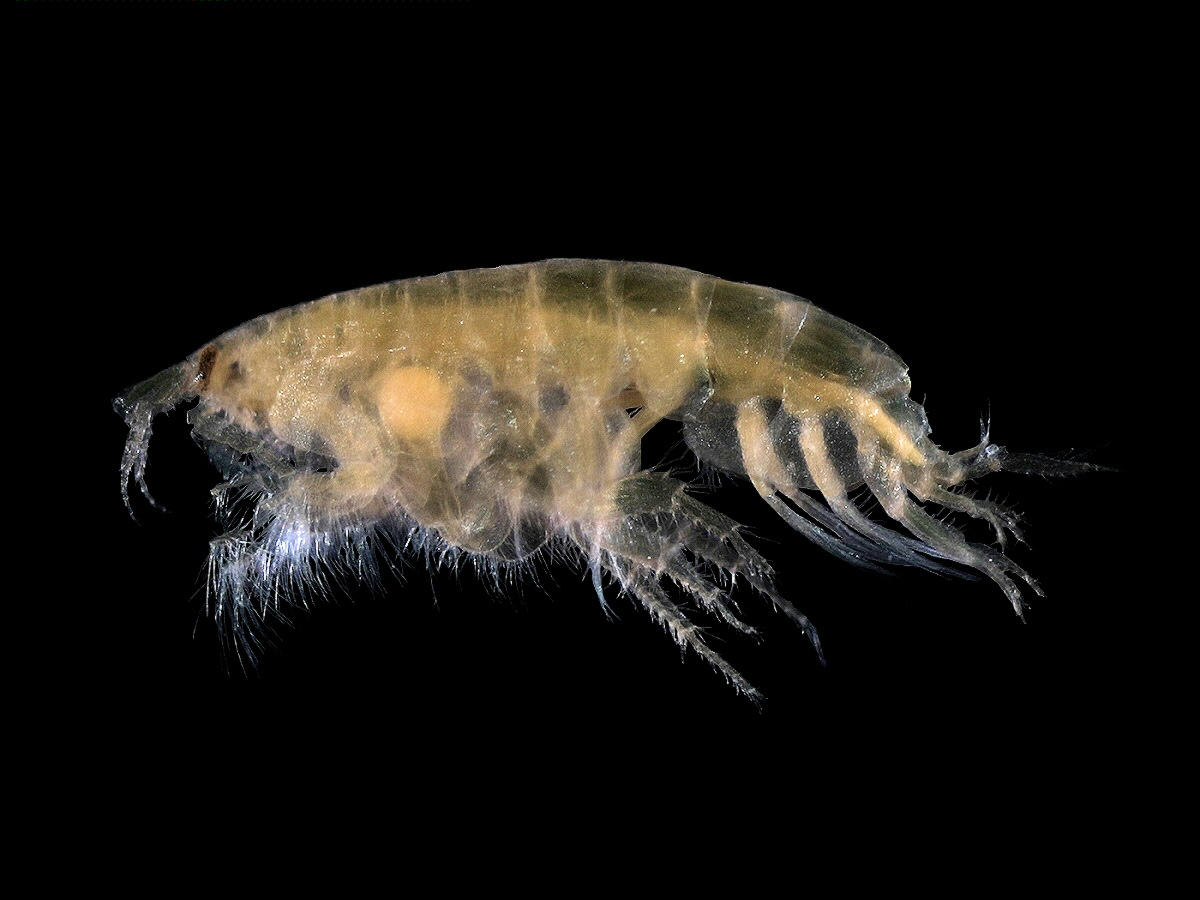
Bathyporeia elegans

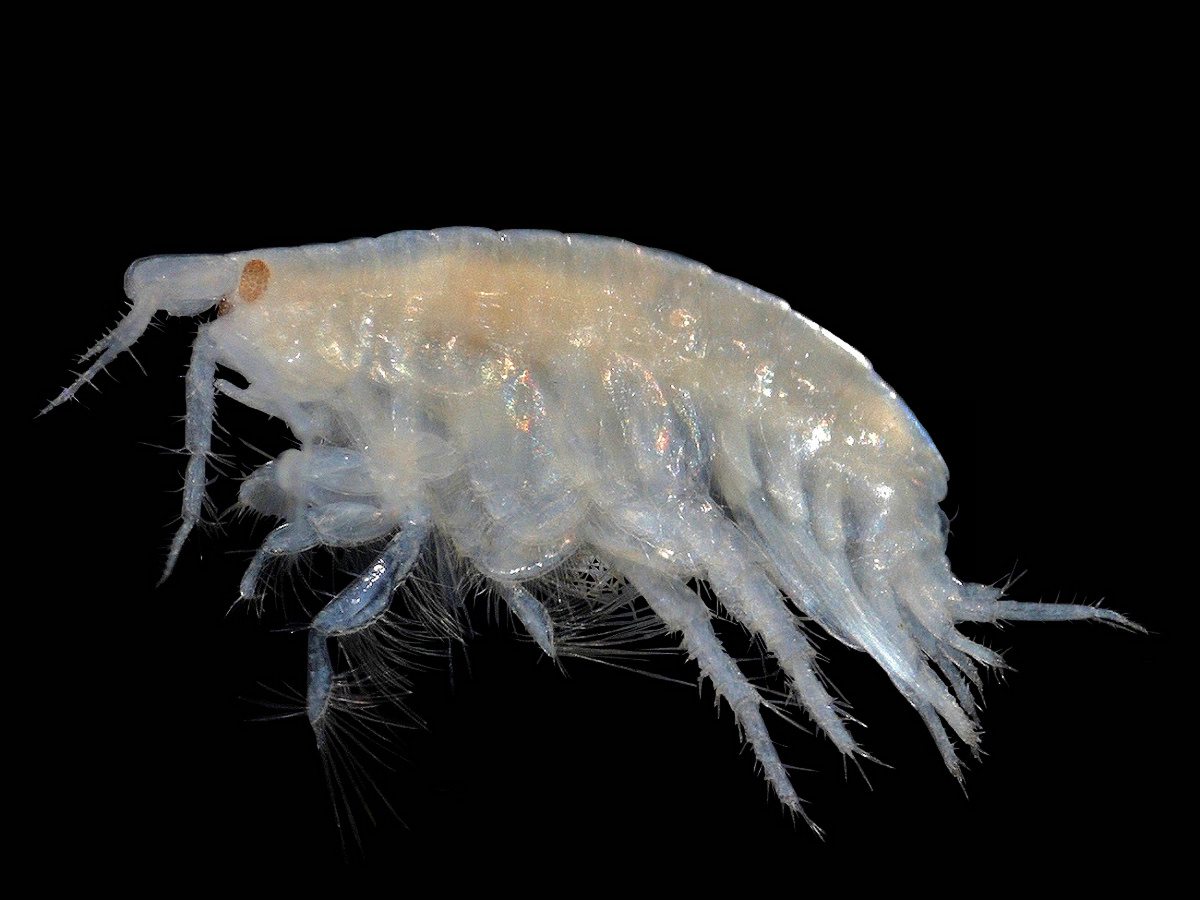
Bathyporeia guilliamsoniana

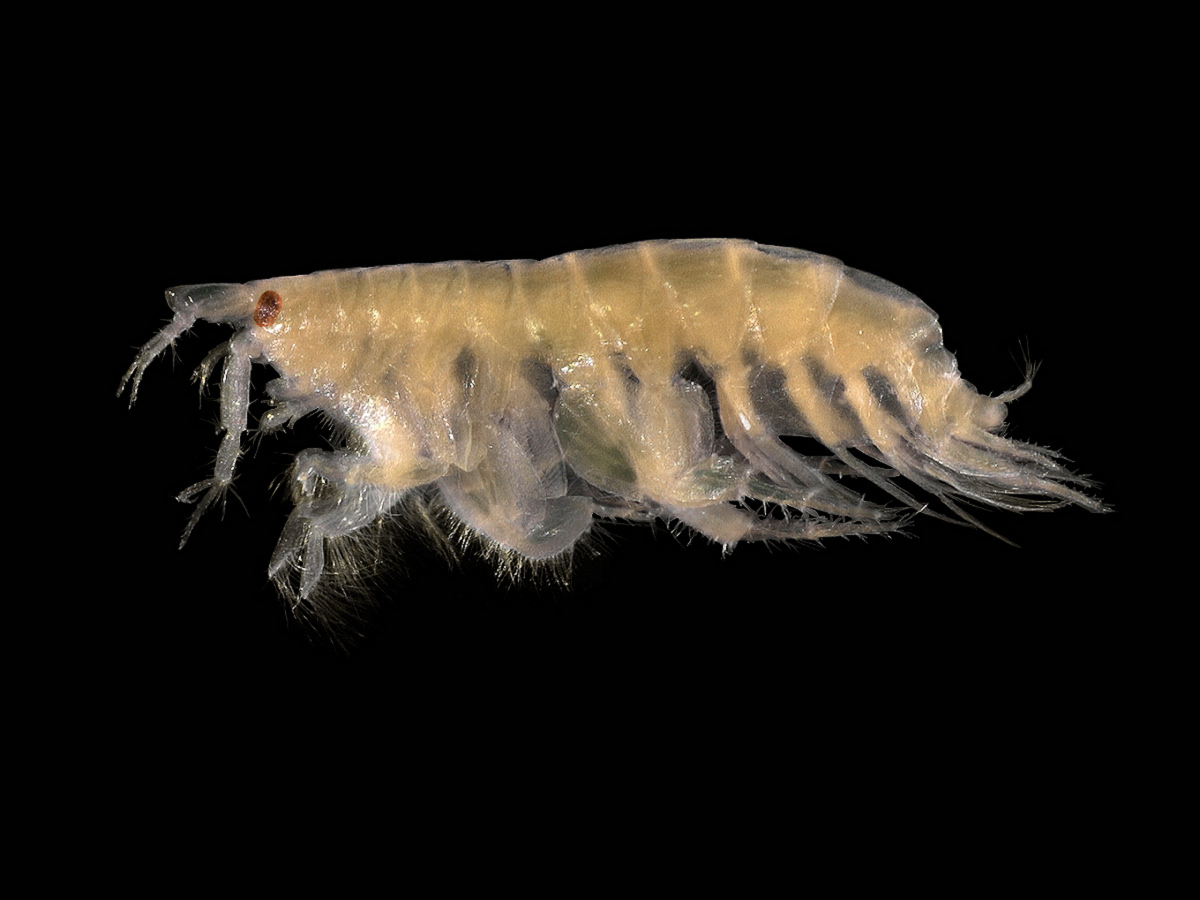
Bathyporeia pelagica

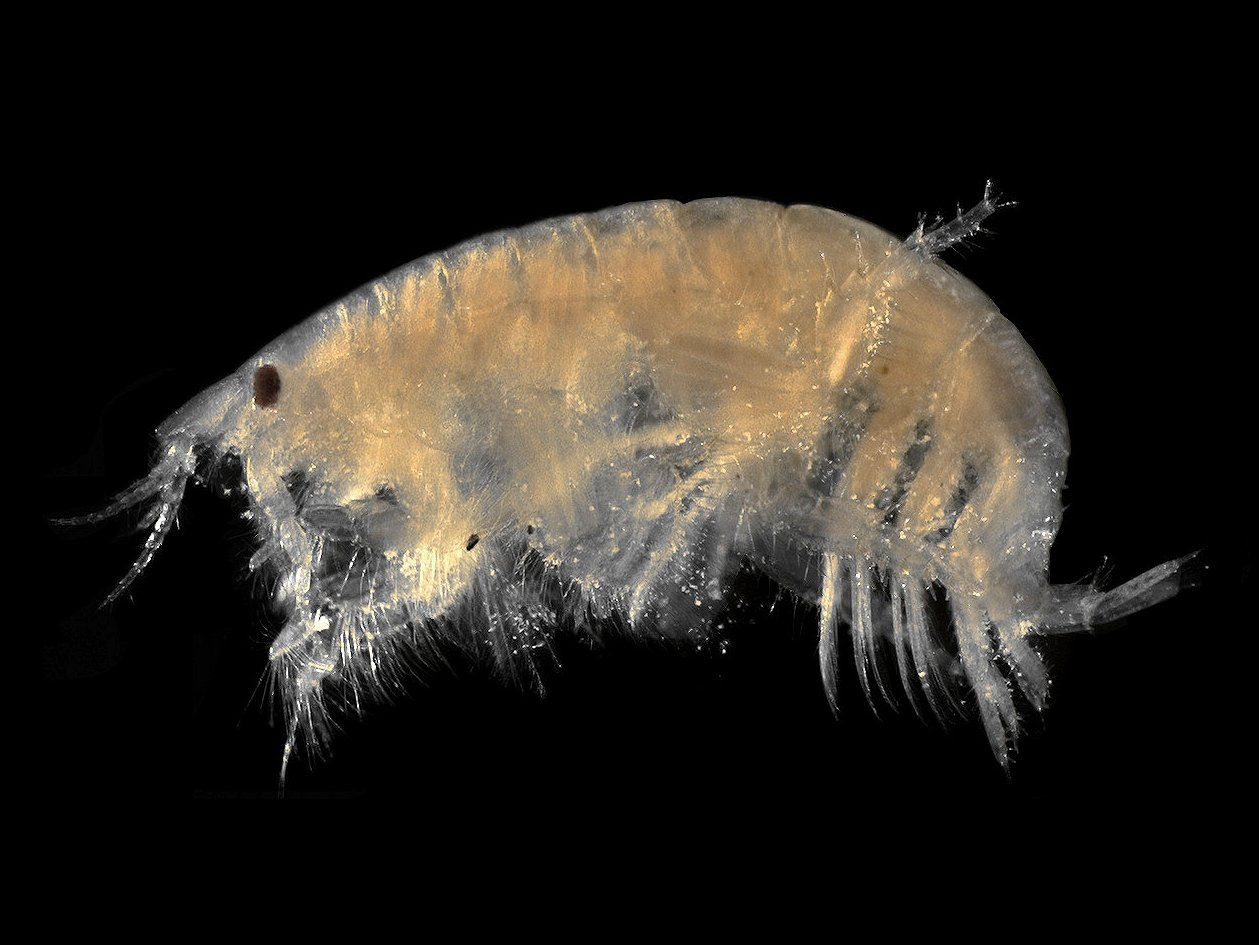
Bathyporeia pilosa

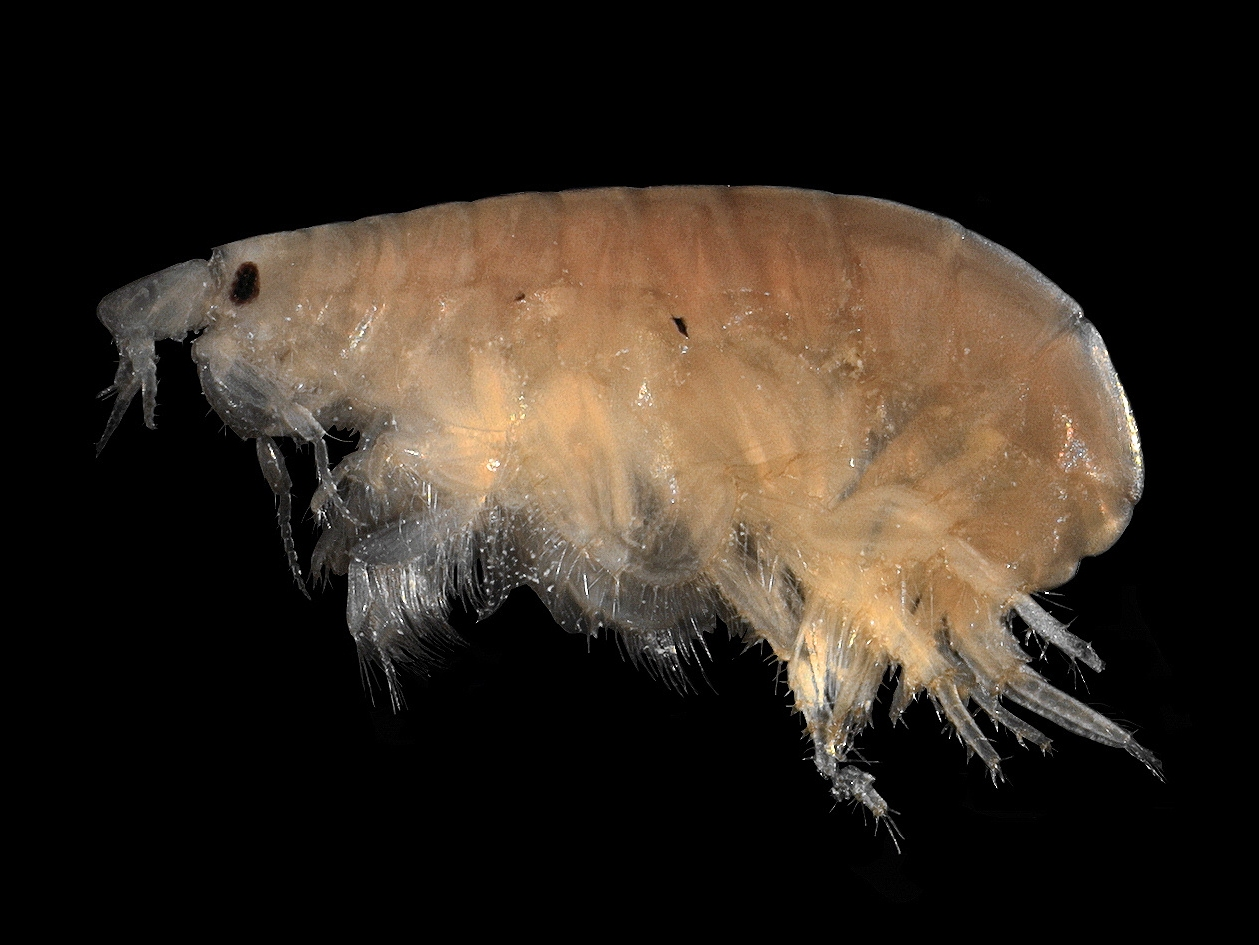
Bathyporeia sarsi

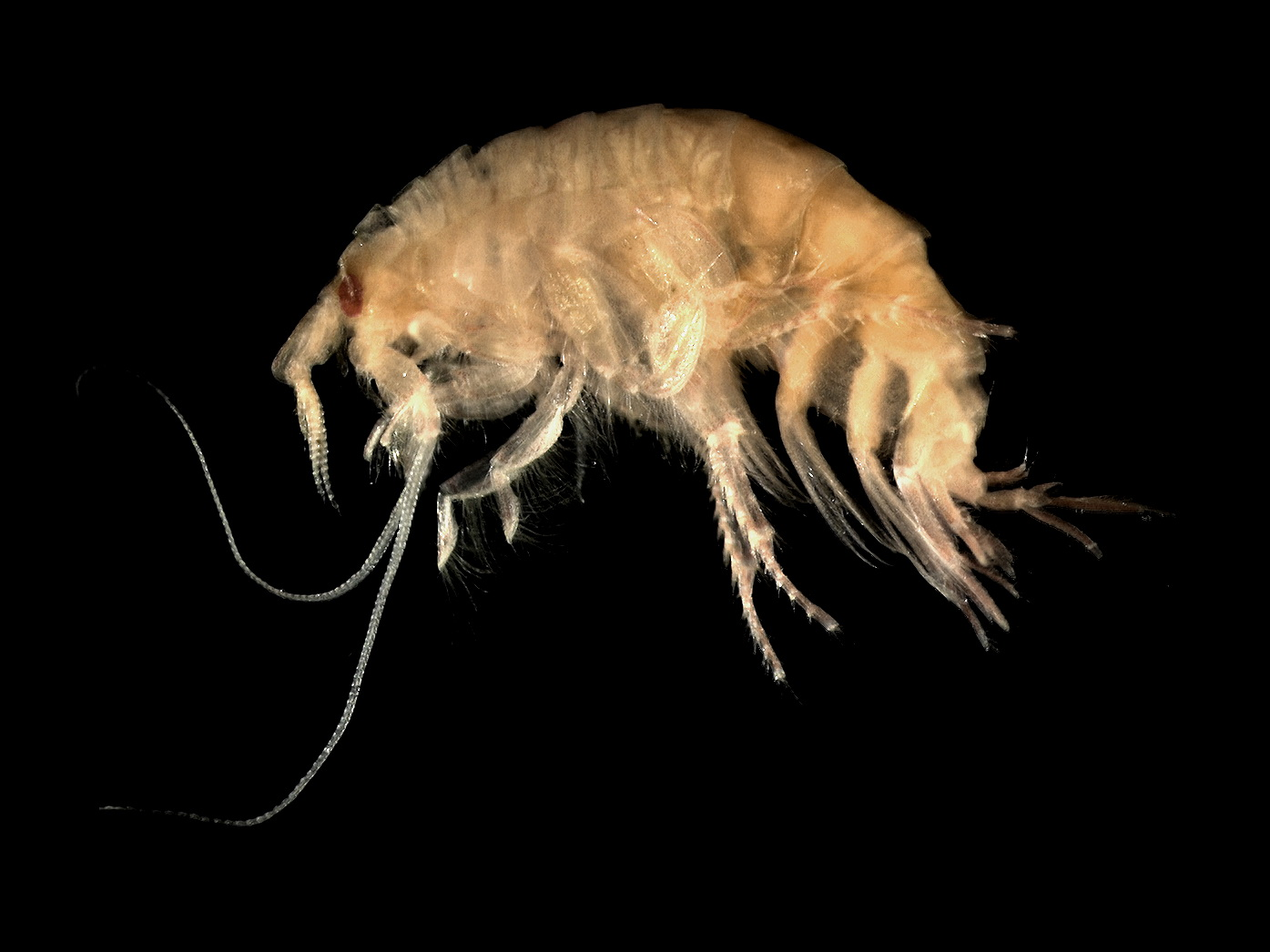
Bathyporeia tenuipes

Er zijn 2 genera beschreven met 31 soorten.

Amphiporeia Shoemaker, 1929
- Amphiporeia gigantea Bousfield, 1973
- Amphiporeia lawrenciana Shoemaker, 1929
- Amphiporeia virginiana Shoemaker, 1933

Bathyporeia Lindstrom, 1855
- Bathyporeia borgi d'Udekem d'Acoz & Vader, 2005
- Bathyporeia chevreuxi d'Udekem d'Acoz & Vader, 2005
- Bathyporeia cunctator d'Udekem d'Acoz & Vader, 2005
- Bathyporeia elegans Watkin, 1938
- Bathyporeia elkaimi d'Udekem d'Acoz & Menioui, 2004
- Bathyporeia gladiura d'Udekem d'Acoz & Vader, 2005
- Bathyporeia gracilis Sars, 1891
- Bathyporeia griffithsi d'Udekem d'Acoz & Vader, 2005
- Bathyporeia guilliamsoniana (Bate, 1857)
- Bathyporeia ledoyeri d'Udekem d'Acoz & Menioui, 2004
- Bathyporeia leucophthalma Bellan-Santini, 1973
- Bathyporeia lindstromi Stebbing, 1906
- Bathyporeia megalops Chevreux, 1911
- Bathyporeia microceras d'Udekem d'Acoz & Menioui, 2004
- Bathyporeia nana Toulmond, 1966
- Bathyporeia parkeri Bousfield, 1973
- Bathyporeia pelagica (Bate, 1856)
- Bathyporeia phaiophthalma Bellan-Santini, 1973
- Bathyporeia pilosa Lindström, 1855
- Bathyporeia pontica Marcusen, 1867
- Bathyporeia pseudopelagica Bellan-Santini & Vader, 1988
- Bathyporeia quoddyensis Shoemaker, 1949
- Bathyporeia sardoa Bellan-Santini & Vader, 1988
- Bathyporeia sarsi Watkin, 1938
- Bathyporeia sophiae Bellan-Santini & Vader, 1988
- Bathyporeia sunnivae Bellan-Santini & Vader, 1988
- Bathyporeia tenuipes Meinert, 1877
- Bathyporeia watkini d'Udekem d'Acoz, Echchaoui & Menioui, 2005